# البوذية في السعودية
ويقدر تقرير الحرية الدينية الدولية لعام 2007 الصادر عن وزارة الخارجية الأمريكية أن أكثر من 8 ملايين أجنبي يعيشون ويعملون في المملكة العربية السعودية، بما في ذلك المسلمين وغير المسلمين.
هناك 400 ألف سريلانكي، بالإضافة إلى بضعة آلاف من العمال البوذيين من شرق آسيا، وأغلبهم من: الصينيين والفيتناميين والتايوانيين. هناك أيضًا احتمال أن تساعد نسبة من المهاجرين النيباليين أيضًا في تكوين ما يقدر بـ 8 ملايين مقيم أجنبي في السعودية.
هذا العدد من السكان الأجانب يجعل حوالي 1.5% من سكان المملكة العربية السعودية من البوذيين، أو حوالي 400.000 بوذي اسمي، مما يمنح المملكة العربية السعودية على الأرجح أكبر مجتمع بوذي في الشرق الأوسط أو الوطن العربي.